# Abdellatif Hmam
Abdellatif Hmam, également orthographié Abdellatif Hammam, né le 20 février 1960 à Nabeul, est un homme politique et haut fonctionnaire tunisien.

## Biographie

### Études
Abdellatif Hmam obtient son baccalauréat mathématiques et sciences en 1979 puis décroche, en 1984, un diplôme d'administrateur du gouvernement (administration économique) de l'École nationale d'administration (ENA) de Tunis. En 1987, il est diplômé du cycle supérieur de l'ENA.

### Carrière professionnelle et politique
De juin 1987 à mars 1990, il est attaché au cabinet du ministre de l'Industrie et du Commerce. De mars 1990 à octobre 1991, il est attaché au ministère de l'Économie et des Finances, dirigé par Mohamed Ghannouchi. En octobre 1991, il est nommé chef de cabinet de Salah Jebali, ministre de l'Environnement et de l'Aménagement du territoire, poste qu'il occupe jusqu'en juin 1992. Abdellatif Hmam devient ensuite directeur de la coopération avec les pays d'Amérique du Nord et conseiller auprès du ministre de la Coopération internationale et de l'Investissement extérieur, jusqu'en novembre 2000,. Il est ensuite directeur général de la formation et du perfectionnement des compétences au Premier ministère dirigé par Ghannouchi, jusqu'en septembre 2008, puis directeur général des réformes et des études prospectives administratives au Premier ministère,.
Abdellatif Hmam est par la suite directeur général du Centre de promotion des exportations, du 11 juin 2009 au 12 avril 2015, ainsi que de l'Office national du tourisme tunisien.
Le 25 février 2017, il succède à Fayçal Hafiane comme secrétaire d'État chargé du Commerce auprès du ministre de l'Industrie et du Commerce Zied Ladhari,. Il reste à ce poste jusqu'au 6 septembre 2017.
Directeur de l'ENA à partir du 8 novembre 2017, il est nommé, le 27 septembre 2018, PDG de la Compagnie des phosphates de Gafsa et du Groupe chimique tunisien, en remplacement de Romdhane Souid,.
Le 12 octobre 2019, il est nommé secrétaire général du gouvernement par Youssef Chahed.

## Vie privée
Abdellatif Hmam est marié et père de trois enfants.